# Serapicamptis myrtoa
Serapicamptis myrtoa är en orkidéart som först beskrevs av Johann Kalopissis och Aperghis, och fick sitt nu gällande namn av Julian Mark Hugh Shaw. Serapicamptis myrtoa ingår i släktet Serapicamptis och familjen orkidéer. Inga underarter finns listade i Catalogue of Life.